# 马克斯·博克
马克斯·博克（Max Bock，1878年10月23日—1945年11月2日）是一位納粹德國德意志國防軍将领，曾参加第二次世界大战。

## 生平
博克曾参加一战，之后加入威瑪防衛軍。1937年4月1日，他出任第11步兵師师长。
二战爆发后，他率部参与了波蘭戰役。战役过后，他不再担任师长，出任位于但泽-西普鲁士帝国大区的第20军区司令。他于1940年12月1日晋升步兵上將。1943年2月28日，他被解职，转入元首預備隊。1943年4月30日，博克获颁银质德國十字勳章，并在同一天离开国防军。
战后，博克在1945年夏末被苏联占领当局逮捕。1945年末，他死在被送往苏联的途中。